# 1968 dans la police
Cet article présente les faits marquants de l'année 1968 dans la police.

## Évènements
- 8 février : Massacre à Orangeburg, aux États-Unis, des officiers de la South Carolina Highway Patrol tirent sur des manifestants et font trois morts.